# Bärnstenssyra
Bärnstenssyra är en karboxylsyra som ingår i citronsyracykeln.

## Egenskaper
Bärnstenssyra är en doftlös organisk syra, som kristalliserar i prismor och är löslig i vatten och organiska lösningsmedel. Dess salter kallas succinat.
Den förekommer i små mängder i t.ex. bärnsten och svampar och bildas bl.a. vid oxidation av fett.

## Framställning
Bärnstenssyra kan framställas genom hydrogenering av maleinsyra (C2H2[COOH]2).
{\displaystyle {\rm {C_{2}H_{2}(COOH)_{2}+H_{2}\rightarrow C_{2}H_{4}(COOH)_{2}}}}
Historiskt har bärnstenssyra framställts genom torrdestillation av bärnsten, därav namnet.

## Användning
Bärnstenssyra används vid framställning av lacker och färgämnen, och som antioxidationsmedel och surhetsreglerande medel i livsmedel och har E-nummer 363.
I äldre tider användes bärnstenssyra i form av "prinsens droppar" som medicin mot hysteri.